# Welsh Bicknor
Welsh Bicknor – wieś w Anglii, w hrabstwie Herefordshire. Leży 24 km na południe od miasta Hereford i 175 km na zachód od Londynu.